# Estigmene pamphilia
Estigmene pamphilia là một loài bướm đêm thuộc phân họ Arctiinae, họ Erebidae.